# Margherita Carosio
Margherita Carosio (Gènova, 7 de juny de 1908 - Gènova, 10 de gener de 2005) fou una soprano italiana particularment associada al repertori lírico-coloratura.
Estudià cant des de la infantesa amb el seu pare, Natale Carosio, professor de cant. Començà a cantar en concert als 14 anys, i feu el seu debut a l'òpera el 1924, amb tan sols 16 anys a Novi Ligure en el paper de Lucia di Lammermoor.
De seguida fou convidada a tots els teatres d'Itàlia, s'imposà en el repertori lírico-coloratura italià (Rosina, Adina, Norina, Amina, Elvira, Lucia, Linda, Gilda, Violetta, Mimi) i francès (Zerline, Philline, Leila, Lakmé) així com Constance a El rapte en el serrall, Feodor en Borís Godunov, i que canta al costat de Fiódor Xaliapin al Royal Opera House de Londres el 1928, La Reina de Chemakha a El gall d'or de Rimski-Kórsakov, el rol titular a Le Rossignol de Stravinsky. Va aparèixer regularment a La Scala de Milà de 1929 a 1954, on creà el paper d'Egloge a l'òpera Nerone de Mascagni el 1935. El 1949 cantà a La Fenice de Venècia al paper d'Elvira a I puritani, va ser reemplaçada per Maria Callas, que hi cantava Brünnhilde a Die Walküre.
Margherita Carosio es retirà de l'escena el 1959, i morí a la seva ciutat natal als 96 anys.